# Championnats d'Europe d'aviron 2023
Navigation
Munich 2022 Szeged 2024
Les Championnats d'Europe d'aviron 2023, 80e édition des Championnats d'Europe d'aviron, ont lieu du 25 au 28 mai 2023 à Bled, en Slovénie.

## Podiums

### Hommes
| Épreuves                         | Or | Or            | Argent | Argent        | Bronze | Bronze        |
| -------------------------------- | --- | ------------- | --- | ------------- | --- | ------------- |
| Skiff poids légers LM1x          | Hugo Beurey (FRA) | 6 min 51 s 26 | Niels Torre (ITA) | 6 min 51 s 81 | Andri Struzina (SUI) | 6 min 57 s 25 |
| Deux de couple poids légers LM2x | Suisse Jan Schäuble Raphaël Ahumada | 6 min 13 s 81 | Italie Stefano Oppo Gabriel Soares | 6 min 15 s 06 | Grèce Petros Gaidatzís Antonios Papakonstantinu                                                                                               | 6 min 15 s 99 |
| Skiff M1x                        | Leonard van Lierop (NED) | 6 min 46 s 91 | Stefanos Ntouskos (GRE) | 6 min 47 s 87 | Oliver Zeidler (GER) | 6 min 48 s 14 |
| Deux de pointe M2-               | Suisse Roman Röösli Andrin Gulich | 6 min 22 s 34 | Grande-Bretagne Oliver Wynne-Griffith Thomas George | 6 min 22 s 44 | Espagne Jaime Canalejo Pazos Javier García | 6 min 22 s 96 |
| Deux de couple M2x               | Croatie Martin Sinković Valent Sinković                                                                                                   | 6 min 07 s 00 | Italie Luca Rambaldi Matteo Sartori | 6 min 08 s 25 | Pays-Bas Stef Broenink Melvin Twellaar | 6 min 10 s 74 |
| Quatre de pointe M4-             | Grande-Bretagne Oliver Wilkes David Ambler Matthew Aldridge Freddie Davidson                                                              | 5 min 49 s 34 | Pays-Bas Guus Mollee Nelson Ritsema Olav Molenaar Gert-Jan Van Doorn                                                                                        | 5 min 52 s 24 | France Thibaud Turlan Guillaume Turlan Benoît Brunet Téo Rayet                                                                                | 5 min 53 s 12 |
| Quatre de couple M4x             | Pologne Dominik Czaja Mateusz Biskup Mirosław Ziętarski Fabian Barański                                                                   | 5 min 40 s 24 | Pays-Bas Finn Florijn Simon van Dorp Tone Wieten Koen Metsemakers                                                                                           | 5 min 41 s 67 | Italie Nicolò Carucci Andrea Panizza Luca Chiumento Giacomo Gentili                                                                           | 5 min 42 s 01 |
| Huit M8+                         | Grande-Bretagne Rory Gibbs Morgan Bolding Jacob Dawson Thomas Digby Charles Elwes Sholto Carnegie James Rudkin Thomas Ford Henry Fieldman | 5 min 28 s 09 | Roumanie Mihăiță Țigănescu Ciprian Tudosă Florin Arteni-Fîntînariu Mugurel Semciuc Marius Cozmiuc Sergiu Bejan Ștefan Berariu Florin Lehaci Adrian Munteanu | 5 min 28 s 14 | Pays-Bas Nicolas van Sprang Rik Rienks Jan van der Bij Ruben Knab Sander de Graaf Jacob van de Kerkhof Ralf Rienks Mick Makker Dieuwke Fetter | 5 min 28 s 61 |

### Femmes
| Épreuves                         | Or | Or            | Argent | Argent        | Bronze | Bronze        |
| -------------------------------- | --- | ------------- | --- | ------------- | --- | ------------- |
| Skiff poids légers LW1x          | Ionela Cozmiuc (ROU) | 7 min 32 s 43 | Evangelia Anastasiadou (GRE) | 7 min 35 s 14 | Kristyna Neuhortová (CZE) | 7 min 40 s 29 |
| Deux de couple poids légers LW2x | Grande-Bretagne Emily Craig Imogen Grant | 6 min 52 s 32 | Grèce Dímitra Kontoú Zoí Fítsiou | 6 min 54 s 78 | France Laura Tarantola Claire Bové | 6 min 55 s 30 |
| Skiff W1x                        | Karolien Florijn (NED) | 7 min 24 s 18 | Aurelia-Maxima Janzen (SUI) | 7 min 29 s 45 | Jovana Arsić (SRB) | 7 min 31 s 86 |
| Deux de pointe W2-               | Roumanie Ioana Vrînceanu Roxana Anghel | 6 min 56 s 40 | Pays-Bas Ymkje Clevering Veronique Meester | 6 min 57 s 56 | Espagne Aina Cid Esther Briz Zamorano | 7 min 03 s 56 |
| Deux de couple W2x               | Roumanie Nicoleta-Ancuța Bodnar Simona Radiș | 6 min 40 s 83 | Lituanie Donata Karalienė Dovilė Rimkutė | 6 min 41 s 18 | Pays-Bas Roos de Jong Laila Youssifou | 6 min 45 s 98 |
| Quatre de pointe W4-             | Roumanie Mădălina Bereș Maria Tivodariu Maria-Magdalena Rusu Amalia Bereș                                                                                    | 6 min 22 s 69 | Grande-Bretagne Heidi Long Rowan McKellar Helen Glover Rebecca Shorten                                                                               | 6 min 23 s 72 | Pays-Bas Marloes Oldenburg Benthe Boonstra Hermine Drenth Tinka Offereins                                                                         | 6 min 27 s 10 |
| Quatre de couple W4x             | Ukraine Daryna Verkhohliad Nataliya Dovhodko Anastasiya Kozhenkova Kateryna Dudchenko                                                                        | 6 min 19 s 12 | Pays-Bas Martine Veldhuis Lisa Scheenaard Ilse Kolkman Tessa Dullemans                                                                               | 6 min 20 s 28 | Grande-Bretagne Lauren Henry Hannah Scott Georgina Brayshaw Lucy Glover                                                                           | 6 min 22 s 13 |
| Huit W8+                         | Roumanie Maria-Magdalena Rusu Roxana Anghel Adriana Adam Maria Tivodariu Mădălina Bereș Amalia Bereș Ioana Vrînceanu Simona Radiș Victoria-Ștefania Petreanu | 6 min 01 s 55 | Grande-Bretagne Natasha Morrice Emily Ford Lauren Irwin Karen Bennett Esme Booth Samantha Redgrave Harriet Taylor Annie Campbell-Orde Henry Fieldman | 6 min 08 s 01 | Italie Giorgia Pelacchi Sofia Secoli Veronica Bumbaca Alice Gnatta Elisa Mondelli Silvia Terrazzi Alice Codato Linda De Filippis Emanuele Capponi | 6 min 13 s 07 |

### Handisport
| Épreuves                               | Or | Or             | Argent                                                                                    | Argent         | Bronze                                                                                         | Bronze         |
| -------------------------------------- | --- | -------------- | ----------------------------------------------------------------------------------------- | -------------- | ---------------------------------------------------------------------------------------------- | -------------- |
| Skiff hommes PR1 PR1M1x                | Giacomo Perini (ITA)                                                                                       | 8 min 55 s 08  | Roman Polianskyi (UKR)                                                                    | 9 min 00 s 19  | Marcus Klemp (GER)                                                                             | 9 min 28 s 26  |
| Skiff femmes PR1 PR1W1x                | Birgit Skarstein (NOR)                                                                                     | 10 min 05 s 80 | Moran Samuel (ISR)                                                                        | 10 min 07 s 97 | Nathalie Benoit (FRA)                                                                          | 10 min 08 s 36 |
| Deux de couple mixte PR2 PR2Mix2x      | Grande-Bretagne Lauren Rowles Gregg Stevenson                                                              | 8 min 02 s 94  | Pays-Bas Corné de Koning Chantal Haenen                                                   | 8 min 08 s 87  | Ukraine Svitlana Bohuslavska Iaroslav Koiuda                                                   | 8 min 13 s 88  |
| Deux de couple mixte PR3 PR3Mix2x      | France Guylaine Marchand Laurent Cadot                                                                     | 7 min 35 s 81  | Ukraine Dariia Kotyk Stanislav Samoliuk                                                   | 7 min 37 s 69  | Grande-Bretagne Annabel Caddick Samuel Murray                                                  | 7 min 43 s 68  |
| Quatre avec barreur mixte PR3 PR3Mix4+ | Grande-Bretagne Francesca Allen Giedrė Rakauskaitė Morgan Fice-Noyes Edward Fuller Erin Kennedy (barreuse) | 6 min 52 s 50  | Allemagne Susanne Lackner Jan Helmich Marc Lembeck Kathrin Marchand Inga Thöne (barreuse) | 6 min 57 s 42  | France Erika Sauzeau Grégoire Bireau Remy Taranto Margot Boulet Émilie Acquistapace (barreuse) | 7 min 01 s 48  |

## Tableau des médailles
| Rang  | Nation          | Or | Argent | Bronze | Total |
| ----- | --------------- | -- | ------ | ------ | ----- |
| 1     | Grande-Bretagne | 5  | 3      | 2      | 10    |
| 2     | Roumanie        | 5  | 1      | 0      | 6     |
| 3     | Pays-Bas        | 2  | 5      | 4      | 11    |
| 4     | Suisse          | 2  | 1      | 1      | 4     |
| 5     | France          | 2  | 0      | 4      | 6     |
| 6     | Italie          | 1  | 3      | 2      | 6     |
| 7     | Ukraine         | 1  | 2      | 1      | 4     |
| 8     | Croatie         | 1  | 0      | 0      | 1     |
| 8     | Norvège         | 1  | 0      | 0      | 1     |
| 8     | Pologne         | 1  | 0      | 0      | 1     |
| 11    | Grèce           | 0  | 3      | 1      | 4     |
| 11    | Allemagne       | 0  | 1      | 2      | 3     |
| 13    | Israël          | 0  | 1      | 0      | 1     |
| 13    | Lettonie        | 0  | 1      | 0      | 1     |
| 15    | Espagne         | 0  | 0      | 2      | 2     |
| 16    | Tchéquie        | 0  | 0      | 1      | 1     |
| 16    | Serbie          | 0  | 0      | 1      | 1     |
| Total | Total           | 21 | 21     | 21     | 63    |